# Parc national de Kenting
Le parc national de Kenting (chinois simplifié : 垦丁国家公园 ; chinois traditionnel : 墾丁國家公園 ; pinyin : Kěndīng Gúojiā Gōngyuán ; Wade : K'en3-ting1 Kuo2-chia1 Kung1-yüan2 ; pe̍h-ōe-jī : Khún-teng kok-ka kong-hn̂g) est un parc national situé dans la péninsule de Hengchun, à l'extrême sud de Taïwan. Il s'étend sur trois communes du comté de Pingtung : Hengchun, Checheng, et de Manzhou. Créé le 1er janvier 1984, c'est plus ancien parc national de Taïwan. Comme les autres parcs, il est géré par le ministère de l'intérieur.
Le parc de Kenting est connu pour son climat tropical et ensoleillé, ses plages et montagnes pittoresques. Depuis 1995, le festival rock Spring Scream Festival se déroule tous les ans dans le parc au mois de mars.

## Géographie
La superficie du parc couvre environ 181 km2 de terre et 152 km2 de mer, soit 333 km2 en tout. Il est entouré par l'océan Pacifique, le détroit de Taïwan, et le détroit de Luçon. Le parc est à 90 km de Kaohsiung, et 140 km de Tainan.
La longue et étroite plaine de la vallée de Hengchun sépare le parc en deux parties. Les falaises de la mer de corail regorgent de récifs le long de la côte occidentale, le parc contient de nombreuses montagnes au nord et des plateaux et contreforts coralliens dans le sud. La plaine, qui est formée de vallées de faille, possède un grand lac appelé Longlyuantan, ainsi que des plateaux coralliens montant et des grottes calcaires à l'est. Le côté oriental du plateau corallien possède des rivières et des cascades de sable exceptionnelles formées par les effets combinés des vents et des rivières, mais également des falaises de coraux, des grottes sous-marines et des stalactites.

### Climat
Comme dans le reste du comté de Pingtung, le climat est classé comme tropical de savane, avec des journées chaudes à brûlantes tout au long de l'année.
| Mois          | jan. | fév.  | mars  | avril | mai   | juin  | jui.  | août  | sep.  | oct.  | nov.  | déc.  | année   |
| ------------- | ---- | ----- | ----- | ----- | ----- | ----- | ----- | ----- | ----- | ----- | ----- | ----- | ------- |
| T. min. moy.  | 18,2 | 18,8  | 20,2  | 22,3  | 24,1  | 25,3  | 25,6  | 25,3  | 24,7  | 23,9  | 22    | 19,3  | 22,5    |
| T. moy. (°C)  | 21   | 21,8  | 23,5  | 25,5  | 27,3  | 28    | 28,4  | 28,1  | 27,6  | 26,6  | 24,6  | 22    | 25,37   |
| T. max. moy.  | 25   | 25,2  | 27,8  | 29,4  | 31    | 31,4  | 31,9  | 31,6  | 31,2  | 29,8  | 27,8  | 25,4  | 28,96   |
| Ensol. (h)    | 168  | 165,1 | 199,7 | 192,6 | 193,9 | 183,6 | 221   | 195,5 | 177,2 | 198,1 | 177,7 | 161,4 | 2 233,8 |
| Préc. (mm)    | 25,7 | 27,7  | 19,9  | 43,5  | 163,9 | 371,3 | 396,3 | 475,2 | 288,3 | 141,8 | 43,2  | 20,6  | 2 017,4 |
| J. avec préc. | 8    | 6,8   | 4,8   | 6,3   | 11,1  | 16,9  | 16,4  | 18,9  | 15,9  | 10,8  | 7,1   | 6,1   | 129,1   |
| Hum. rel. (%) | 72,6 | 73,7  | 74,4  | 75,4  | 78,5  | 83,6  | 83,3  | 84    | 79,7  | 74    | 70,8  | 70,7  | 76,7    |

## Le phare d'Eluanbi

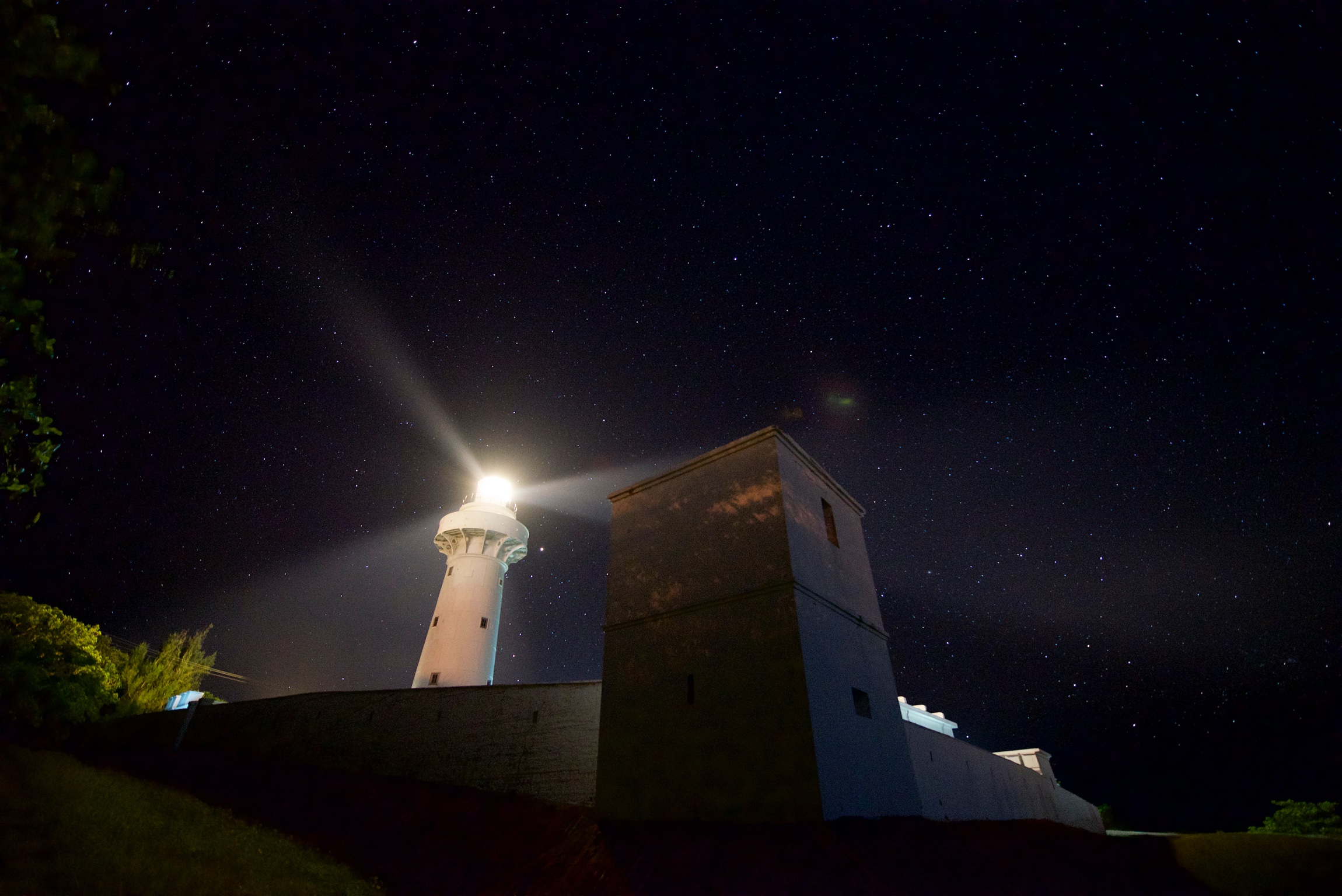
Le phare d'Eluanbi, une nuit dans le parc national. Mai 2016.

Le phare d'Eluanbi (en) a été achevé en 1883, à la suite des demandes répétées des gouvernements américains et japonais au gouvernement chinois après plusieurs naufrages dans les années 1860. Des troupes chinoises ont été envoyés pour protéger le phare pendant sa construction face aux attaques de tribus locales, et on adossa au phare un fort muni de canons ainsi qu'un fossé pour sa défense. C'est l'un des rares exemples dans le monde d'un phare fortifié. Le phare lui-même mesure 21,4 m de hauteur et sa lumière est émise 56,4 m au-dessus de la ligne de hautes-eaux. La lumière jaillit toutes les 10 secondes et sa portée est d'environ 50 km.

## Transports
- Bus : Des bus fréquents relient ce parc à l'aéroport international de Kaohsiung, au métro de Kaohsiung et à la gare de Zuoying pour accéder à la ligne à grande vitesse de Taïwan. Il faut environ deux heures et demie pour parcourir la ligne complètement.
- Air : le parc est desservi par l'aéroport de Hengchun bien que les vols soient peu fréquents et souvent annulés à cause des forts vents catabatiques sévissant sur la péninsule.

## Dans la culture populaire
- Le Spring Scream Festival est un festival de rock international qui se tient dans le parc depuis 1995.
- La plupart des scènes du film Cape No. 7 ont été tournées dans le parc et dans la ville de Hengchun à proximité.

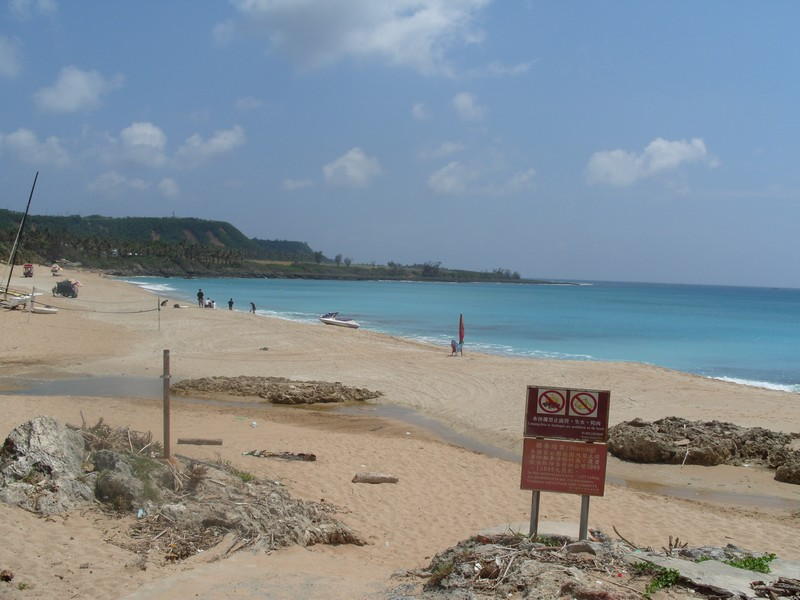
Une autre plage à Kenting, Baishawan, de sable blanc
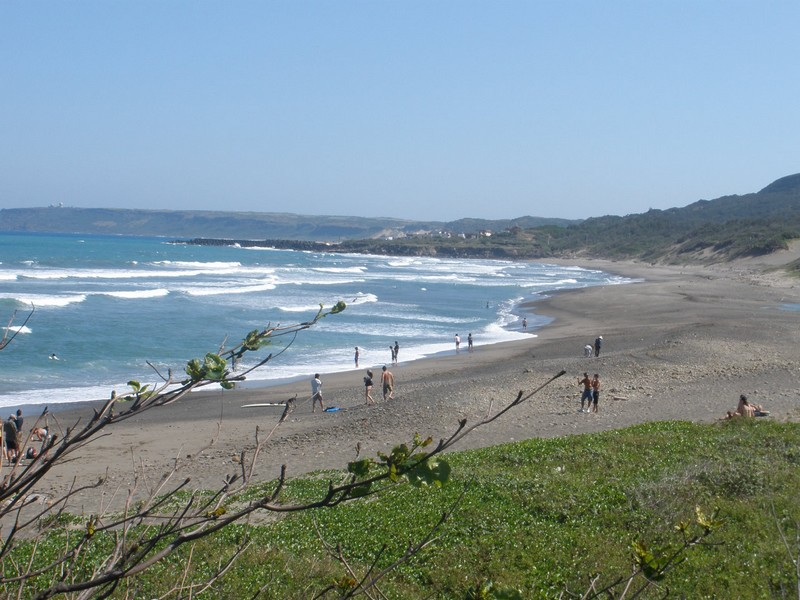
Plage de Jialeshui à Kenting, la plage des surfeurs
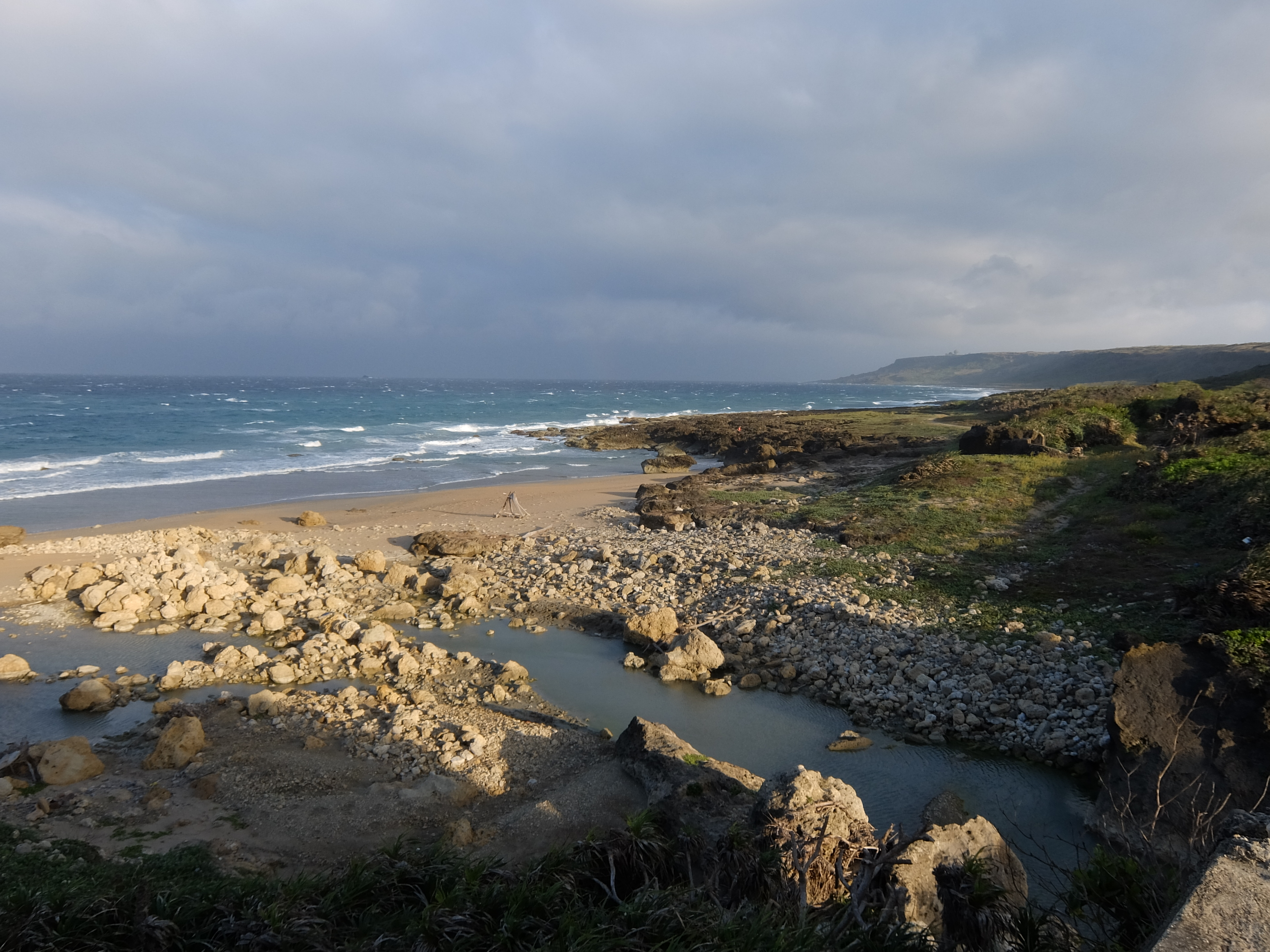
La plage de Manzhou.
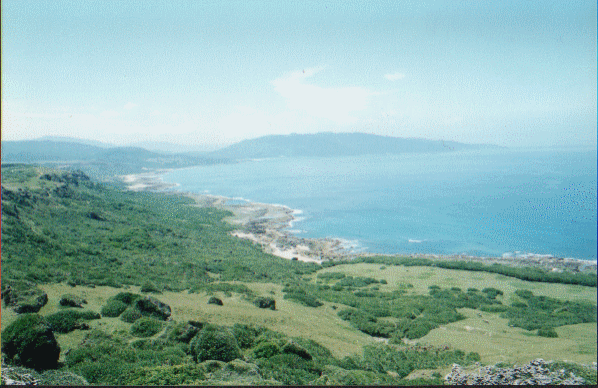
Côte orientale du parc national de Kenting
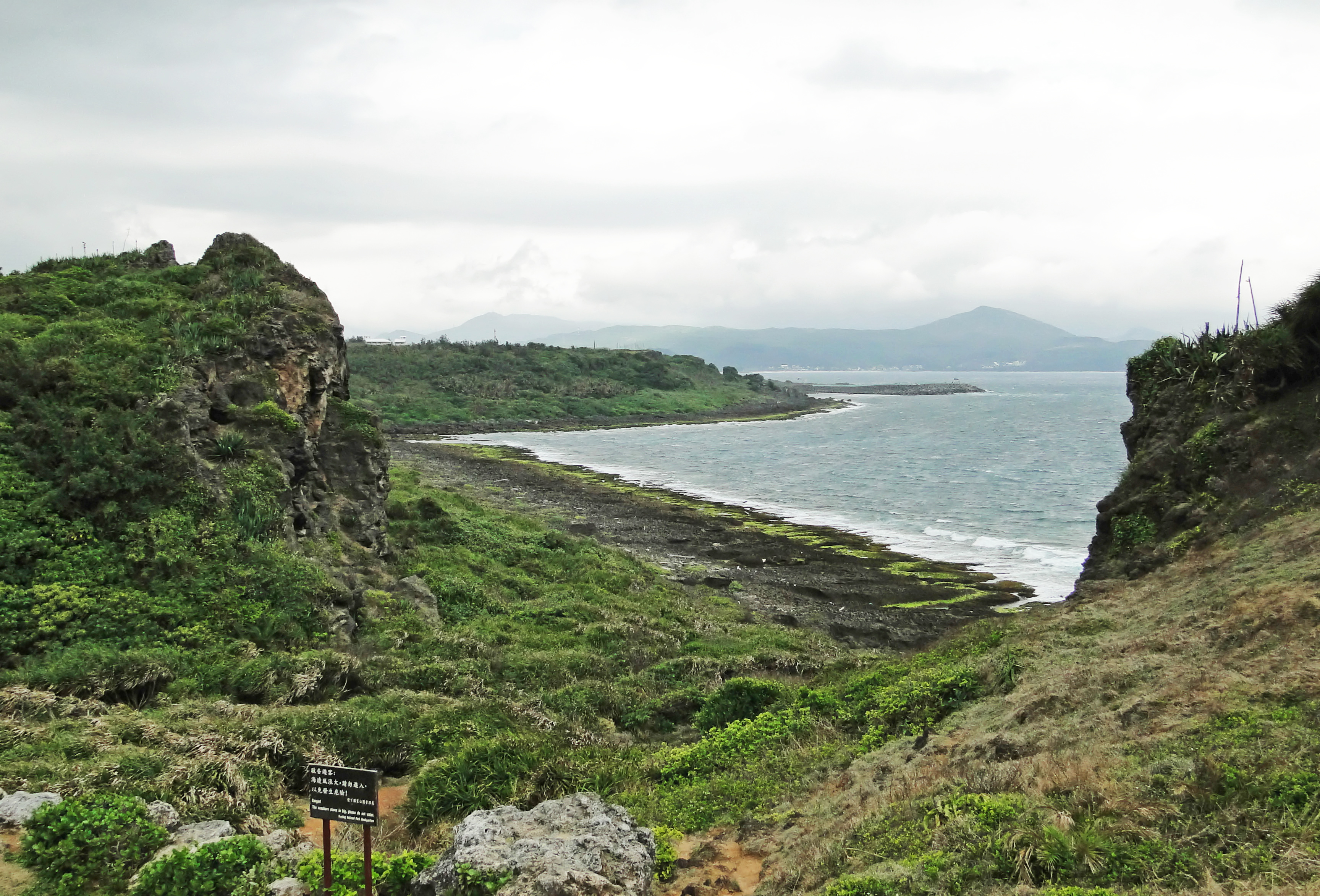
Cap Maobitou
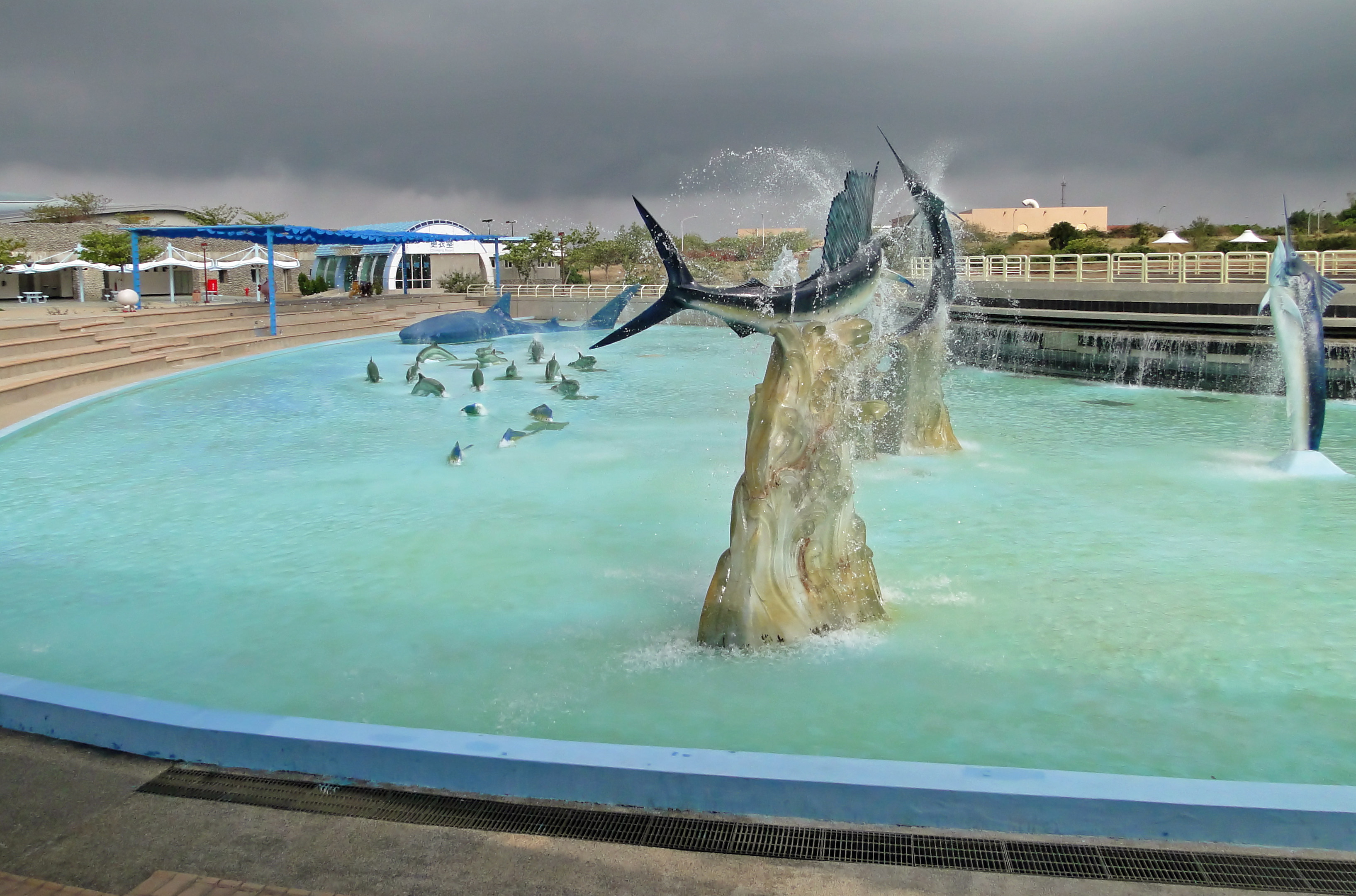
National Museum of Marine Biology and Aquarium
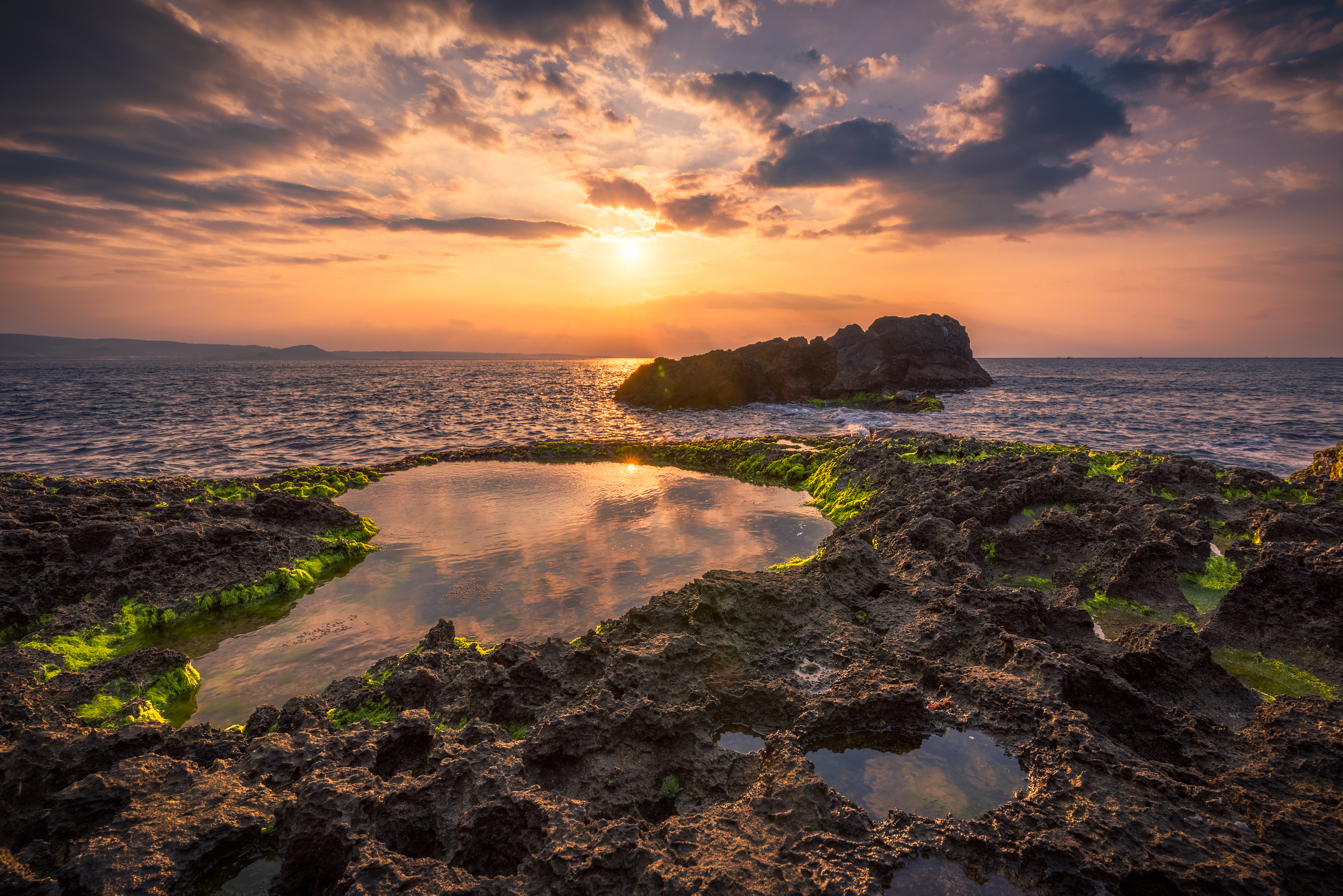
Lever de soleil à marée basse dans le parc. Février 2018.